# 木山川
木山川（きやまがわ）は、熊本県中北部を流れる緑川水系の一級河川であり、熊本県が管理している。

## 地理
冠ヶ岳付近から源を発し、西流へ。熊本県熊本市東区秋津町秋田付近で加勢川に合流する。

## 歴史
- 2019年（令和元年）6月30日 - 令和元年梅雨前線豪雨により木山川との合流部付近で氾濫[1]。
- 2020年（令和2年）7月6日 - 令和2年7月豪雨により氾濫[2]。
- 2023年（令和5年）7月3日 - 令和5年梅雨前線豪雨により氾濫。熊本県道28号熊本高森線の路盤が流出するなどの被害[3]。

## 流域自治体
熊本県
阿蘇郡西原町、上益城郡益城町、熊本市東区

## 支流
- 滝川
- 谷後川
- 布田川
- 高谷川
- 金山川
- 小谷川
- 畑中川
- 赤井川
  - 横迫川
- 藻川
- 岩戸川

## 並行する交通
- 熊本県道28号熊本高森線

## 周辺の施設
- 西原村立河原小学校
- 益城町立津森小学校
- 益城町立益城中央小学校

## 橋梁
- 荒瀬橋 - 熊本県道28号熊本高森線
- 堂園橋 - 熊本県道206号堂園小森線
- 新津森橋 - 熊本県道28号熊本高森線
- 第二畑中橋 - 熊本県道57号益城矢部線
- 新木山橋 - 国道443号
- 新川橋 - 熊本県道235号益城菊陽線
- 東無田橋 - 熊本県道232号小池竜田線
- 間島橋 - 熊本県道226号六嘉秋津新町線